# Little Camanoe
Little Camanoe est une île inhabitée des îles Vierges britanniques dans les Caraïbes.